# Pont de Cabiscol
El Pont de Cabiscol és un pont del municipi de Montellà i Martinet (Cerdanya) que forma part de l'Inventari del Patrimoni Arquitectònic de Catalunya.

## Descripció
És un pont d'origen medieval d'una sola volta o arcada a sardinell, amb una amplada aproximada de 3,5 metres, construcció en maçoneria. A finals del s.XX, es van realitzar actuacions importants de consolidació, i restauració. Es van refer del tot elements de la part superior d'aquest, i fins i tot s'hi van col·locar una barana metàl·lica a ambdós costats del pont. Malgrat tot, conserva la tipologia estructural original. Aquest pont s'utilitzava per travessar el torrent del Cabiscol, també anomenat torrent de Bastanist, tributari del riu Segre. S'inclou dins del traçat de l'antic camí medieval de Sant Jaume, que unia la comarca de Cerdanya amb la Seu d'Urgell.

## Història
Construït a l'Edat Mitjana a l'antic camí ral de la Seu d'Urgell a Puigcerdà. Substitueix possiblement una antiga palanca romana, ja que pel mateix indret hi passava l'Strata Ceretana.